# Højer Mølle

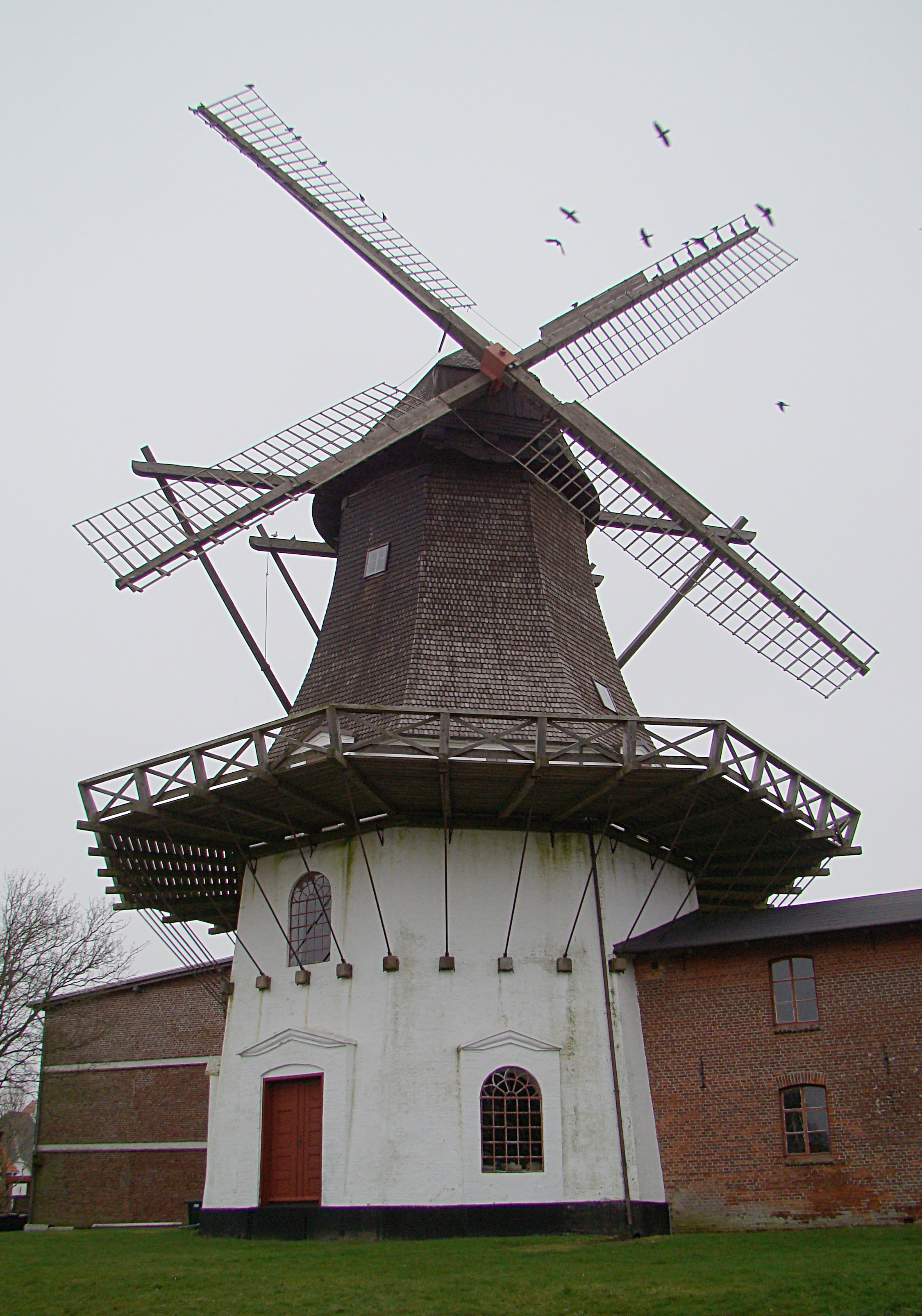
Højer Mølle

Die Højer Mølle ist eine historische Windmühle im dänischen Ort Højer in Sønderjylland. Das Kulturdenkmal wird vom Museum Sønderjylland gepflegt.

## Geschichte
Die achteckige Windmühle mit einer Höhe von 22 Meter und drehbarer Haube wurde im Stil einer Holländerwindmühle 1857 erbaut. Sie ist mit ihren sieben Stockwerken (Böden) und Keller die höchste Mühle ihrer Bauart in Nordeuropa. Um die Flügel, Steert und Bremse bedienen zu können, verfügt die Mühle über eine umlaufende Galerie.
Die Müllerfamilie des Gründers Emil Roll betrieb diese Getreidemühle bis 1972. In den Jahren 1976–1977 wurde die Windmühle restauriert und das Mølle-og Marskmuseum eingerichtet. Die unter Denkmalschutz (Bygningsfredning) stehende Museumsmühle ist funktionstüchtig. Das ursprüngliche Vierflügelwindrad mit einem Durchmesser von 25 Metern wurde bei der Restaurierung um 2 Meter gekürzt, um die Sicherheit der Besucher bei Vorführungen zu gewährleisten.